# Trio no 2 de Mendelssohn
Le Trio pour piano, violon et violoncelle no 2 en do mineur, op. 66 (MWV Q 33) est une œuvre du compositeur allemand Felix Mendelssohn. Il s’agit du second trio pour piano, violon et violoncelle de Mendelssohn (mise à part une œuvre de jeunesse non numérotée). Le premier, op. 49, est le plus célèbre des deux.
Le trio no 2 a été composé en 1845, soit six ans après le précédent et un an après le Concerto pour violon no 2 de Mendelssohn. Il est dédié au compositeur Louis Spohr, qui a participé à son exécution en compagnie de Mendelssohn au moins une fois. Il a été créé le 20 décembre 1845 par Mendelssohn, David et Wittmann, et publié en février 1846.

## Structure
Il comporte quatre mouvements :
1. Allegro energico e con fuoco (do mineur)
2. Andante espressivo (mi bémol majeur)
3. Scherzo : Molto allegro – quasi presto (sol mineur)
4. Finale. Allegro appassionato (do mineur – coda en do majeur)

Son exécution demande environ une demi-heure.

## Influences
Dans le finale, Mendelssohn a repris l’air d’un chant choral tiré d’un livre de psaumes genevois du XVIe siècle intitulé Vor deinen Thron tret ich hiermit, ou parfois Gelobet seist du, Jesu Christ, à titre de mélodie culminante.
Le thème d’ouverture du finale a été emprunté par Brahms pour le scherzo de sa Sonate pour piano no 3, op. 5. Ce dernier a aussi utilisé le début du premier mouvement comme inspiration pour la partition de piano du finale de son Quatuor pour piano et cordes no 3 en do mineur, op. 60.